# Vergína
Vergína, en grec moderne : Βεργίνα, est une ville en Macédoine-Centrale, Grèce. 
Selon le Recensement de la Grèce de 2021, les populations de la ville et de la municipalité de Vergina s'élèvent à 1096 et 2034, respectivement.
Elle est située à 13 km au sud-est de Véria, la capitale du district régional, et à environ 80 km au sud-ouest de Thessalonique. Elle est implantée au pied des monts de Piérie, à une altitude de 120 mètres. 
La ville serait située sur le site de l'ancienne Aigai, la capitale du royaume de Macédoine. Elle a été connue dans le monde entier en 1977, lorsque le département des fouilles de l'université Aristote de Thessalonique, sous la direction du professeur d'archéologie Manólis Andrónikos et de ses associés, a découvert les lieux de sépulture des rois macédoniens et parmi les autres tombes, un monument funéraire qui, selon l'argument d'Andrónikos, est celui du roi Philippe II, père d'Alexandre le Grand. La découverte de ces pièces est considérée par beaucoup comme ayant confirmé l'emplacement de la ville antique d'Aigai, la première capitale du royaume macédonien. 
En 1996 l'Unesco a inscrit le site archéologique de Vergina  au patrimoine mondial. On y trouve un musée multicentrique comprennant, entre autres, un bâtiment central, les tombes royales, le  palais et le théâtre. 